# عشق کاذب

جان گرفتن پسوخه با بوسه کوپیدو، اثر آنتونیو کانوا، نسخه اول ۱۷۸۷–۱۷۹۳

عشق کاذب حالتی ذهنی است که از احساسات عاشقانه نسبت به شخص دیگر ناشی می‌شود. معمولاً شامل افکار مزاحم و مالیخولیایی یا نگرانی‌های غم‌انگیز برای هدف محبت فرد بوده و همراه با میل به واکنش متقابل احساسات و ایجاد رابطه با موضوع عشق است.
دوروتی تنوف ، روان‌شناس، اصطلاح «لیمرنس» را به‌عنوان تغییری از اصطلاح «عاشقت» بدون ریشه‌شناسی دیگر ابداع کرد تا مفهومی را توصیف کند که در دهه ۱۹۶۰ در کار او رشد کرده بود، زمانی که او با بیش از ۵۰۰ نفر دربارهٔ موضوع عشق مصاحبه کرد. او در کتاب عشق و لیمرنس خود می‌نویسد "در حالت لیمرنس بودن به معنای احساس چیزی است که معمولاً "عاشق بودن نامیده شود" او این اصطلاح را ابداع کرد تا این حالت را از سایر احساسات کم‌فریب‌تر مجزا و ابهام زدایی کند و از این مفهوم اجتناب کند که کسانی که آن را تجربه نمی‌کنند قادر به تجربه عشق نیستند.
به گفته تنوف و دیگران، لیمرنس را می‌توان عشق عاشقانه، عشق پرشور، شیفتگی یا دلتنگی در نظر گرفت. بعدها در زندگی تنوف، او لیمرنس را با جنون عاشقانه مقایسه کرد. لیمرنس نیز گاهی اوقات با کراش مقایسه می‌شود و اما لیمرنس احساسی بسیار شدیدتری است.
عشق و لیمرنس را اثر اصلی در مورد عشق رمانتیک نامیده‌اند. هلن فیشر، انسان‌شناس و نویسنده نوشت که جمع‌آوری داده‌ها در مورد جذابیت عاشقانه با جمع‌آوری نتایج نظرسنجی، خاطرات روزانه و سایر حساب‌های شخصی تنوف آغاز شد. فیشر، که تنوف را می‌شناخت و با او مکاتبه می‌کرد، اظهار داشت که مفهوم تنوف جزء غم‌انگیز در خود داشت.